# Несслау
Несслау (нім. Nesslau) — громада  в Швейцарії в кантоні Санкт-Галлен, виборчий округ Тоггенбург.

## Географія
Несслау має площу 92,7 км², з яких на 3,1% дозволяється будівництво (житлове та будівництво доріг), 52,8% використовуються в сільськогосподарських цілях, 37,1% зайнято лісами, 7% не є продуктивними (річки, льодовики або гори).

## Демографія
2019 року в громаді мешкало 3545 осіб (-5% порівняно з 2010 роком), іноземців було 6,5%. Густота населення становила 38 осіб/км².
За віковим діапазоном населення розподілялося таким чином: 20,3% — особи молодші 20 років, 55,5% — особи у віці 20—64 років, 24,3% — особи у віці 65 років та старші. Було 1572 помешкань (у середньому 2,2 особи в помешканні).
Із загальної кількості 1849 працюючих 404 було зайнятих в первинному секторі, 305 — в обробній промисловості, 1140 — в галузі послуг.